# Poonch (rivière)
Le Poonch est une rivière indienne et pakistanaise d'une longueur de 150 km qui coule dans les régions du Jammu-et-Cachemire et de l'Azad Cachemire. Il est un affluent de la Jhelum, dans le bassin de l'Indus. 

## Géographie
Le Poonch est un sous-affluent de l'Indus par la Chenab et le Sutlej.